# Muséum d'histoire naturelle du Havre
Pour les articles homonymes, voir Muséum d'histoire naturelle.
Le muséum d'histoire naturelle du Havre est un musée d'histoire naturelle français situé dans la ville du Havre, en Seine-Maritime (Normandie). Constituées par Charles Alexandre Lesueur (1778-1846), qui fut son directeur, ses collections ont été fortement dégradées pendant la Seconde Guerre mondiale. Elles se composent de spécimens de paléontologie, de Préhistoire et de zoologie ainsi que de 8 000 dessins et manuscrits.

## Histoire

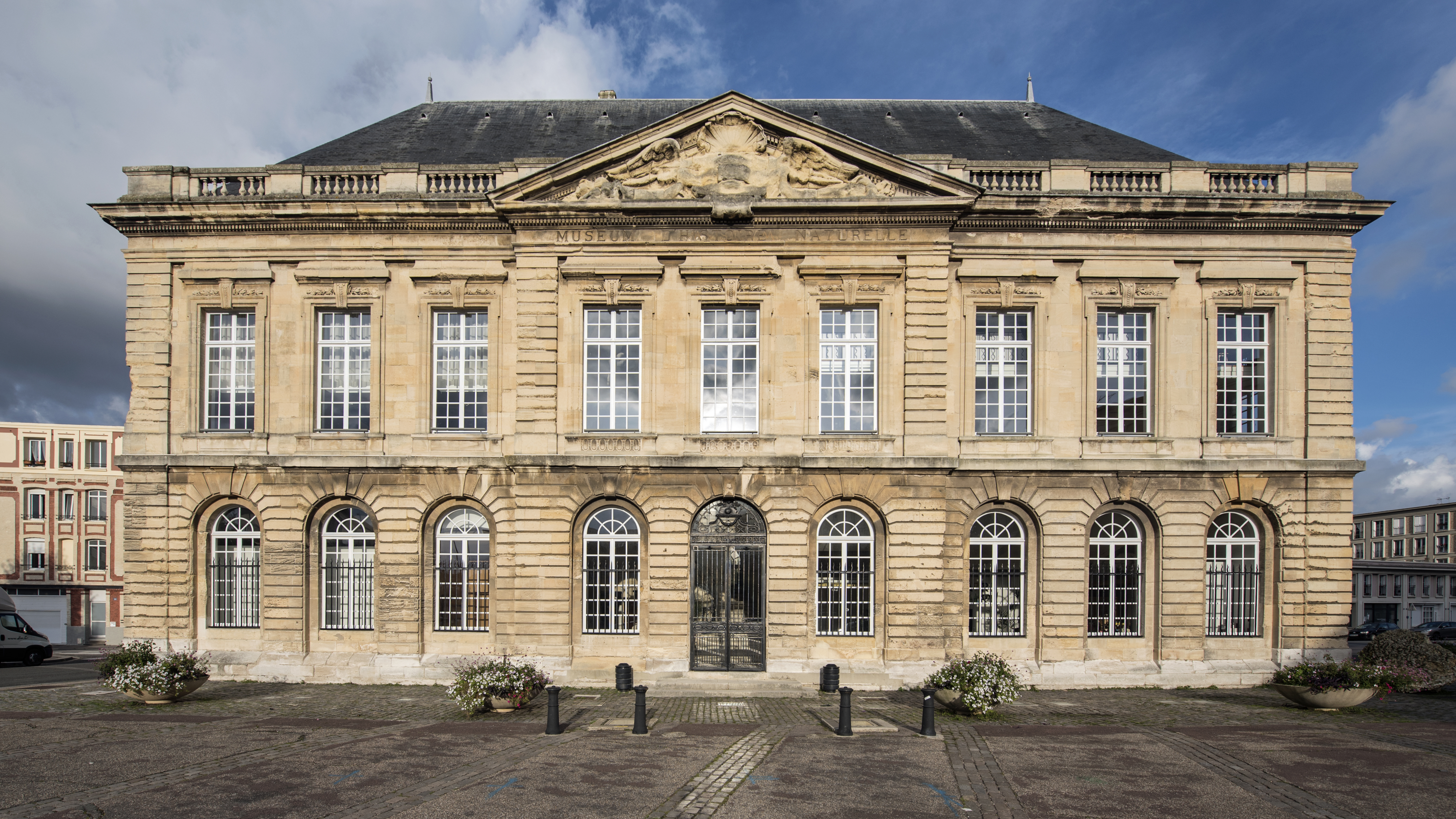
Le muséum d'histoire naturelle.

Le bâtiment datant de 1760 a d'abord servi de palais de justice. Il a été reconverti en muséum en 1876. L'aile sud a été complètement détruite lors des bombardements de 1944 et jamais reconstruite. Dans son projet de reconstruction du centre ville, l'architecte Auguste Perret souhaitait le détruire. Mais il a fait l'objet de plusieurs arrêtés de classement comme monument historique en 1948, 1949 et 1963. Il a rouvert ses portes en 1973 et le 21 septembre 2007 après une période de travaux. Entre 2010 et 2012, le Muséum a accueilli quelque 120 000 visiteurs. Il est question d'exposer une partie des collections dans l'ancienne école Jean Macé qui se trouve à côté du musée.

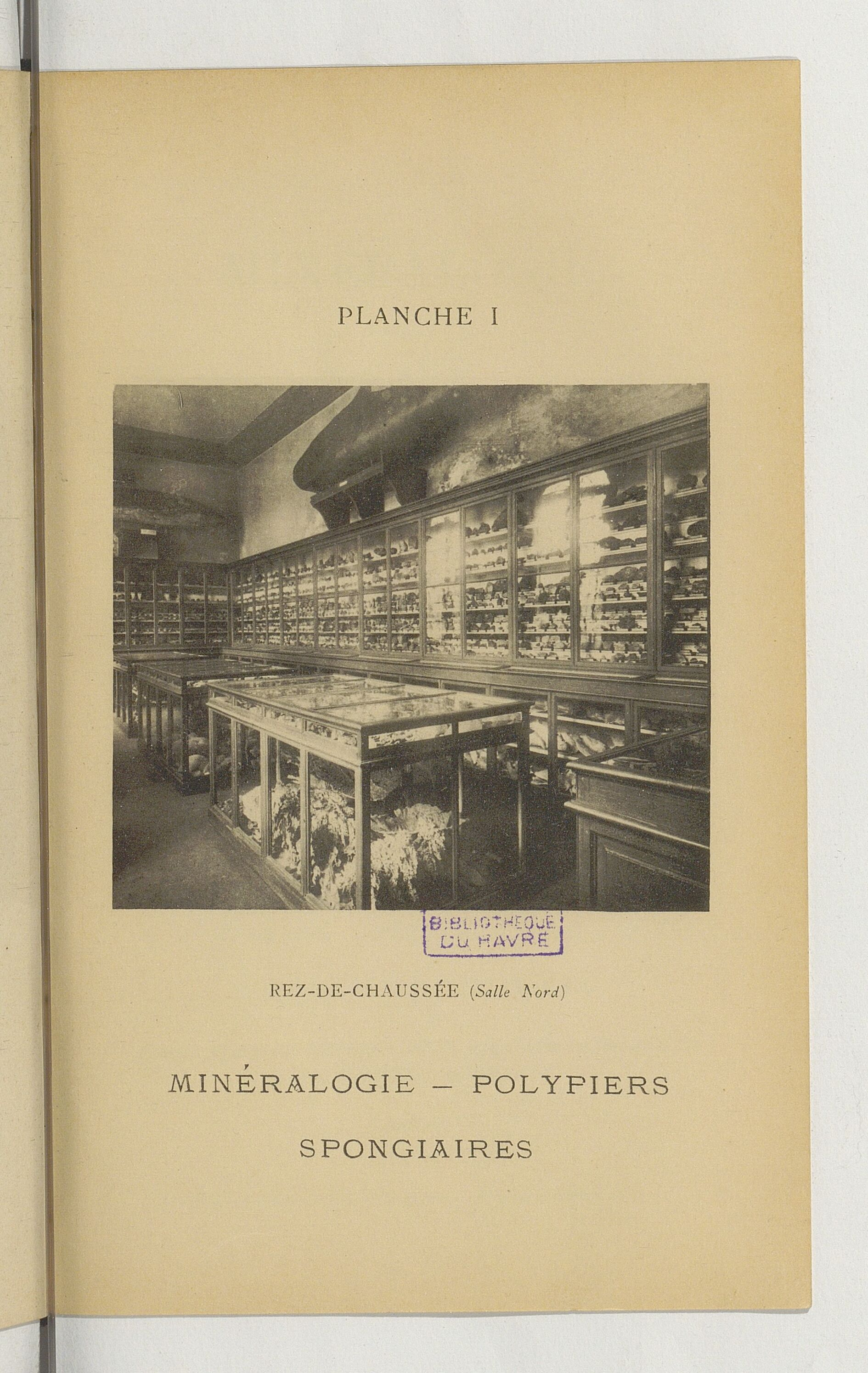
Gustave Lennier, Muséum du Havre, petit guide illustré du visiteur, 1904, Bibliothèque Municipale du Havre, en ligne sur [https://nutrisco-patrimoine.lehavre.fr/ark:/12148/bd6t53373620/f49.item.r=lennier%20mus%C3%A9um Nutrisco

## Description
Le Muséum occupe un bâtiment d'architecture classique en pierres de taille. Deux corps latéraux encadrent un corps central doté d'un escalier monumental. Ce dernier est agrémenté d'un fronton triangulaire sculpté. 

## Informations pratiques
L'entrée du Muséum est gratuite pour tous le premier samedi du mois et les autres jours pour les moins de 26 ans. Il est ouvert du mardi au dimanche de 10 h à 12 h et de 14 h à 18 h. Fermetures le jeudi matin et le lundi.

## Galerie

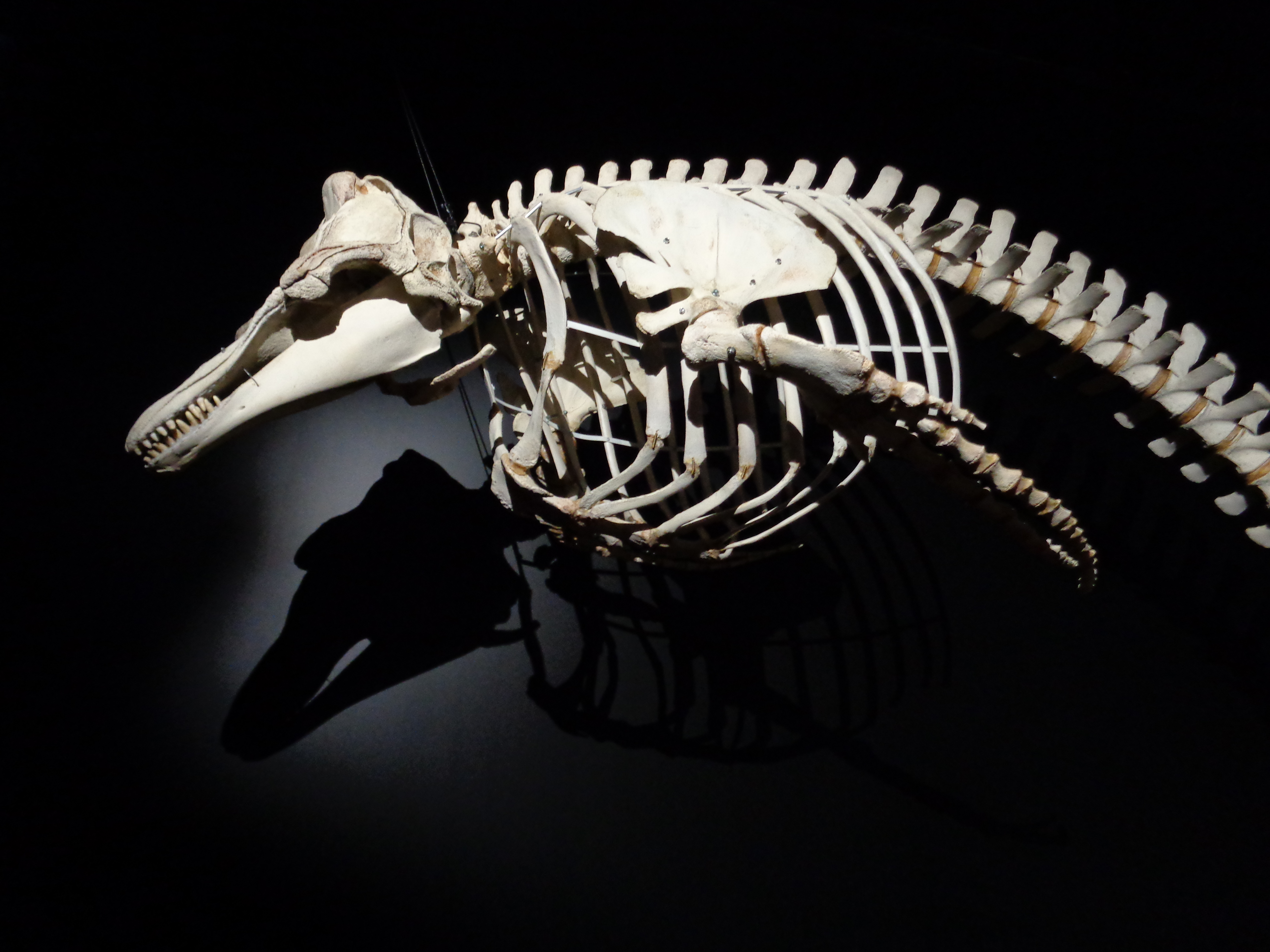
Squelette de Dauphin.
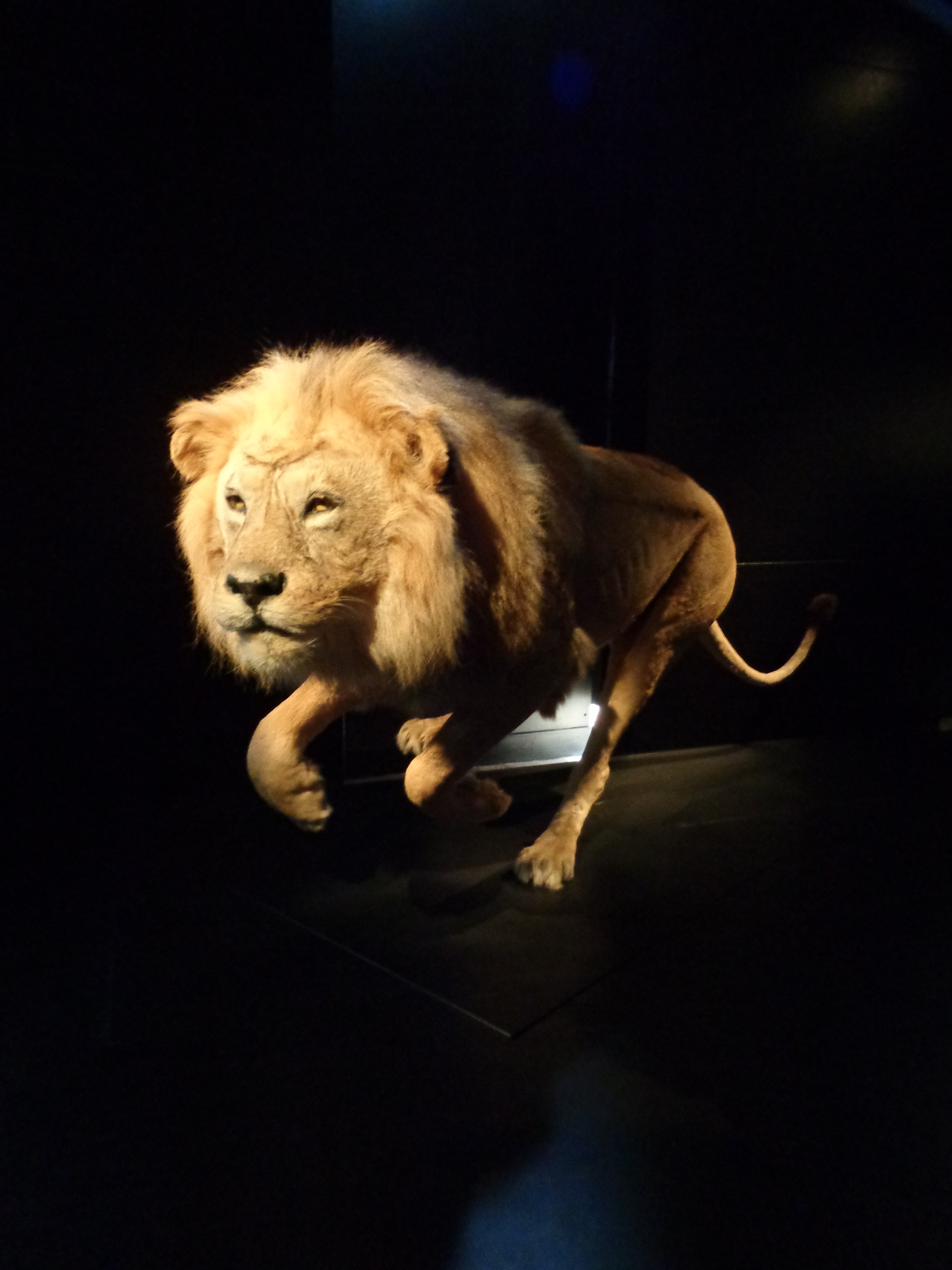
Lion.
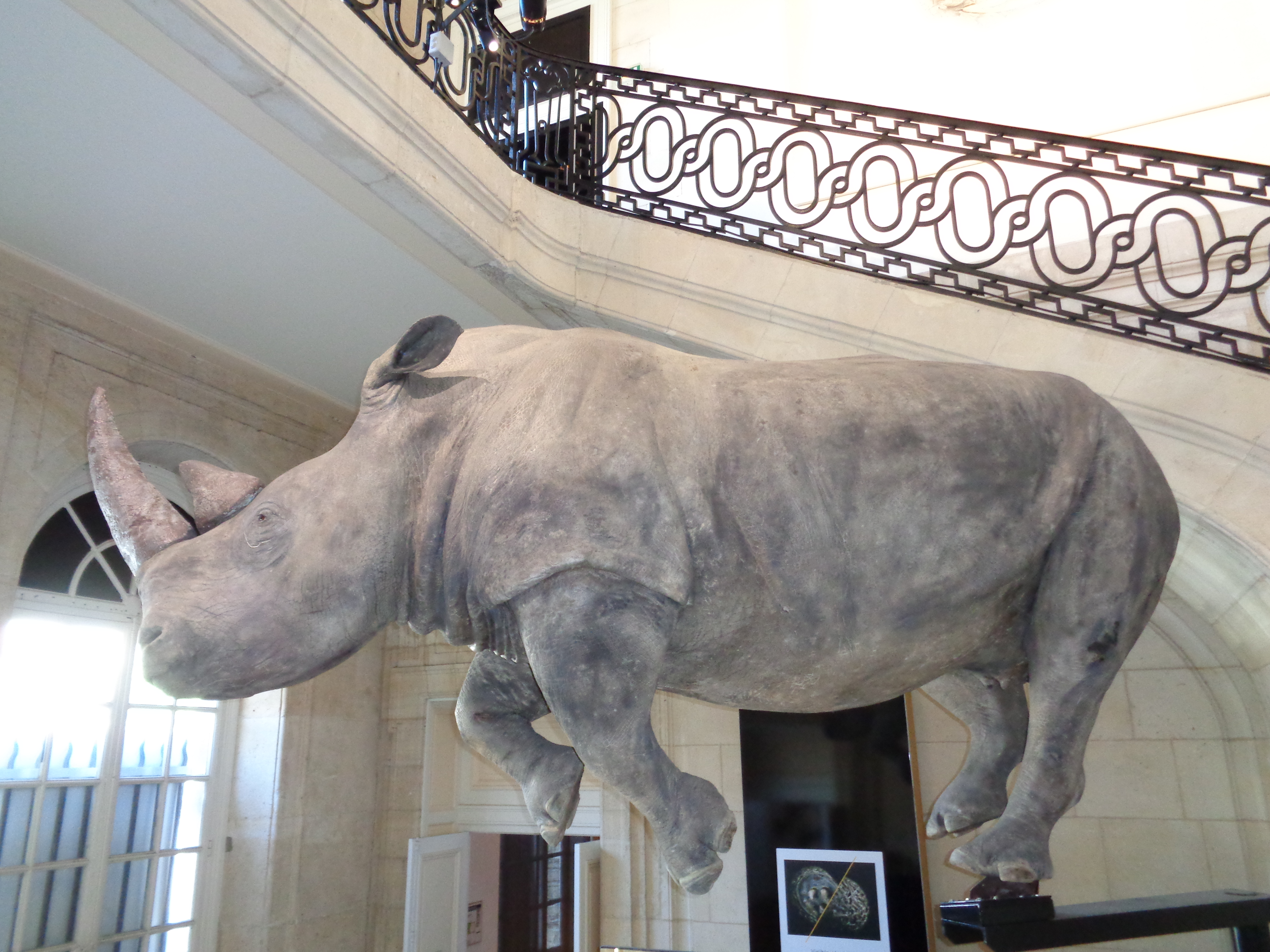
Rhinocéros.
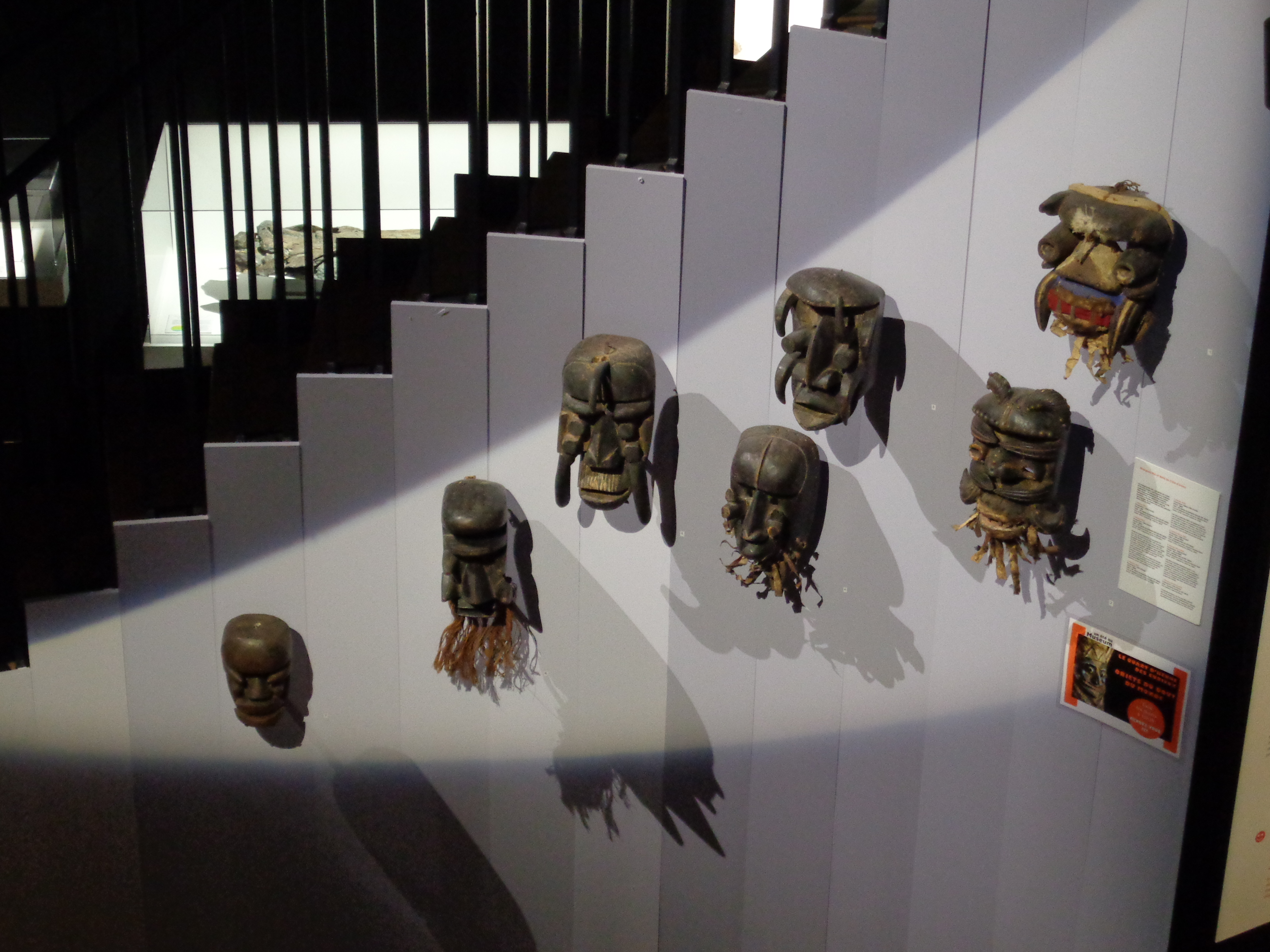
Masques.
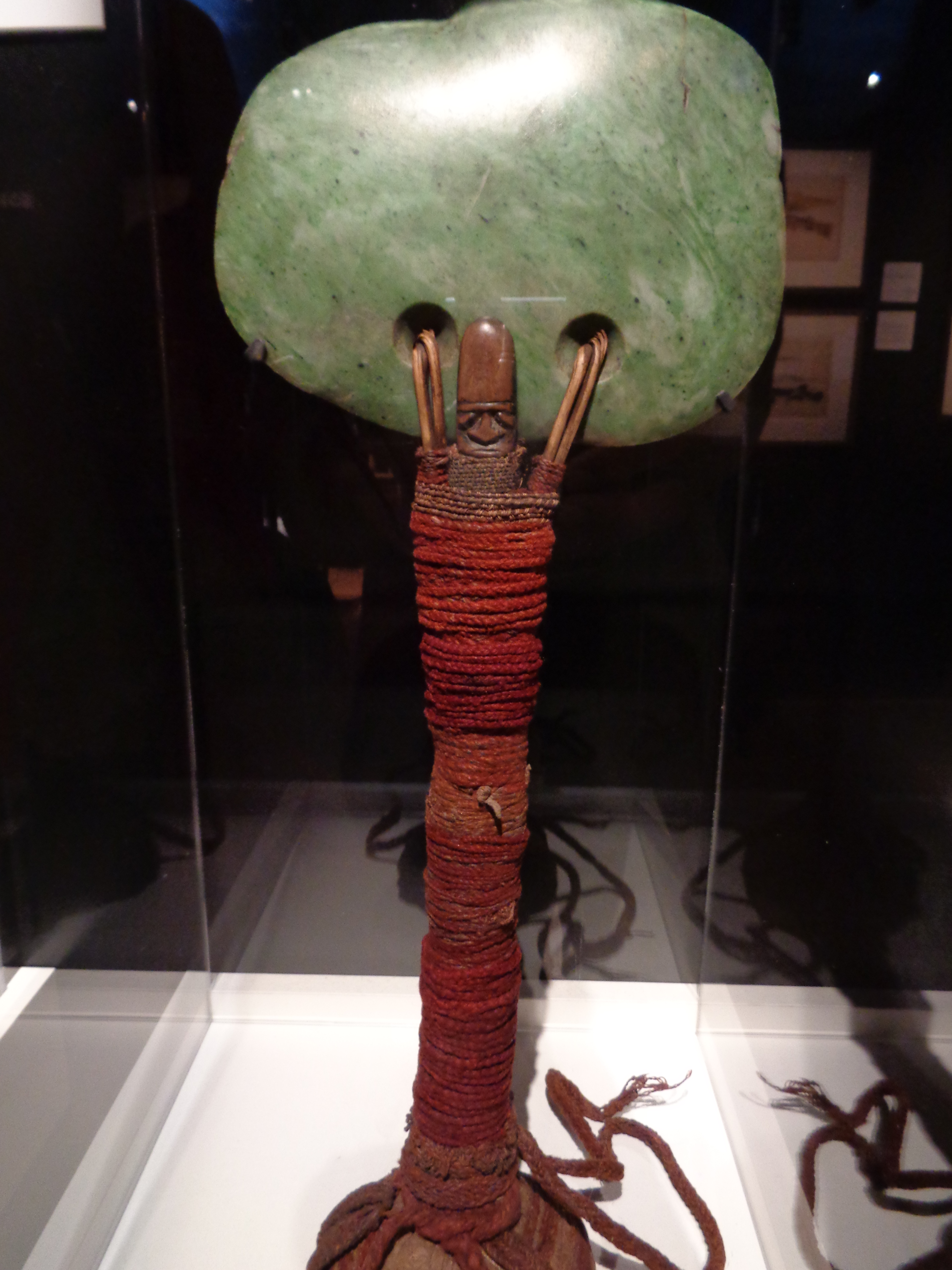
Pèle.
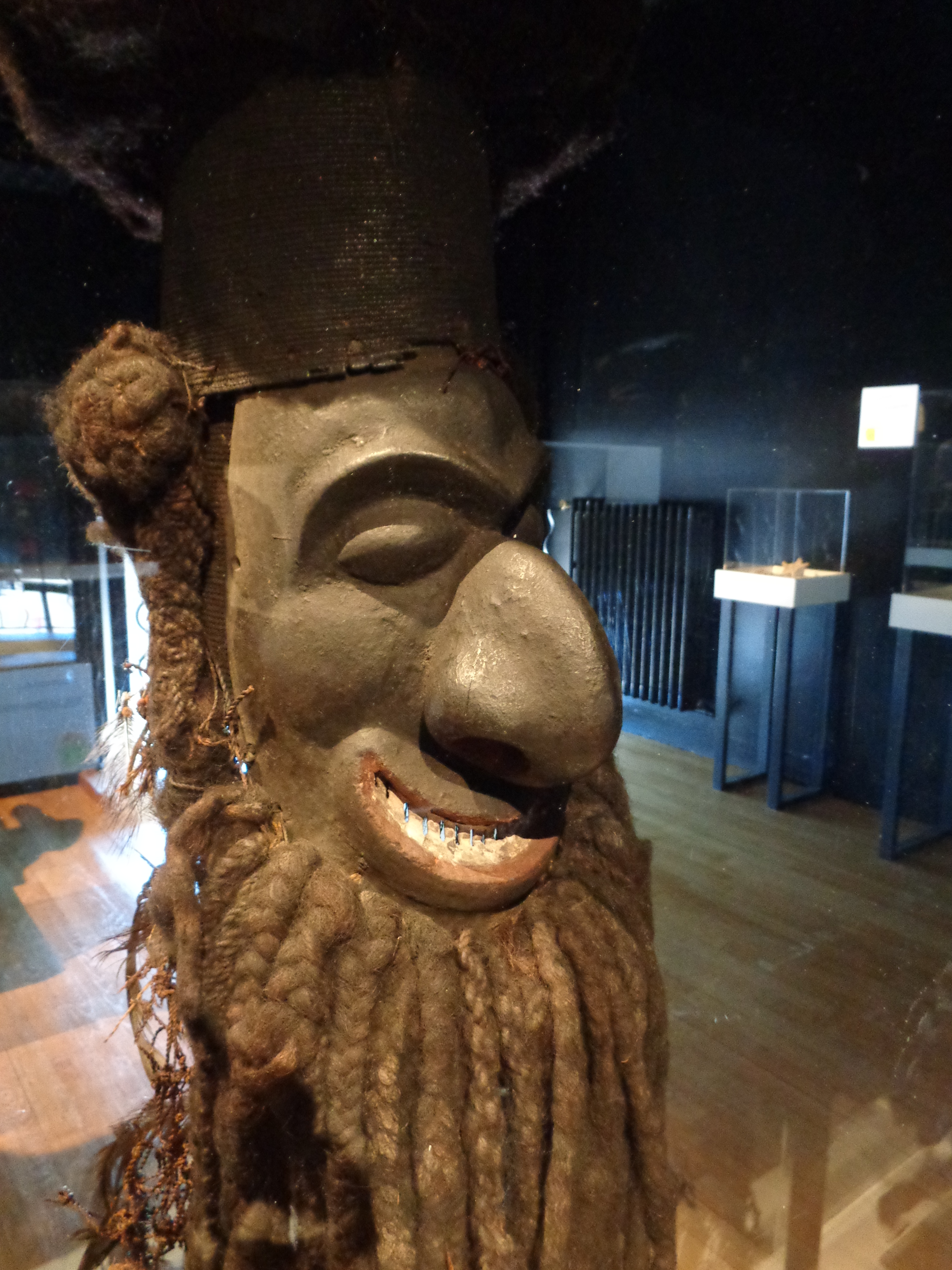
Masque.
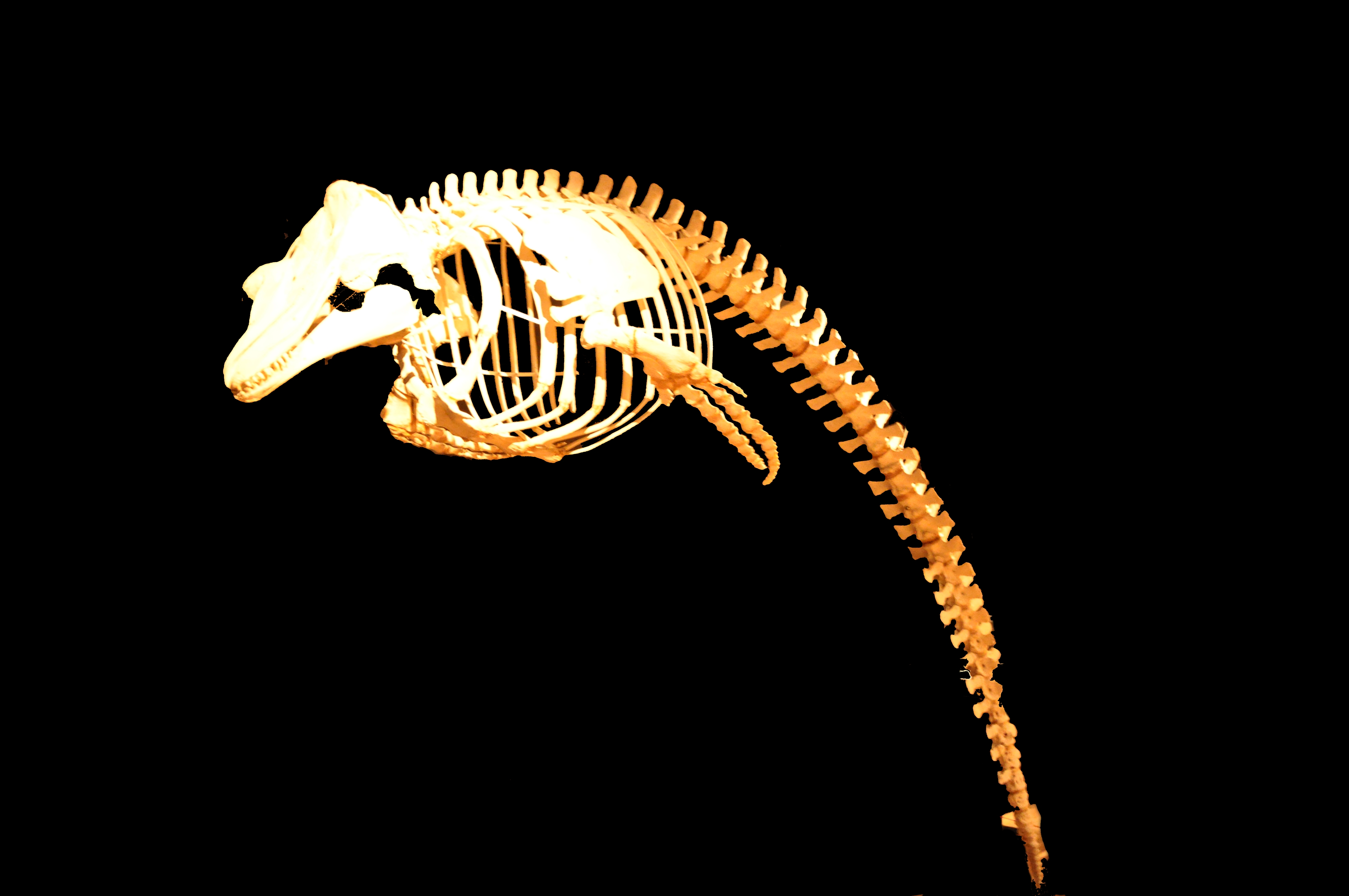
Globicephala Melas squelette.
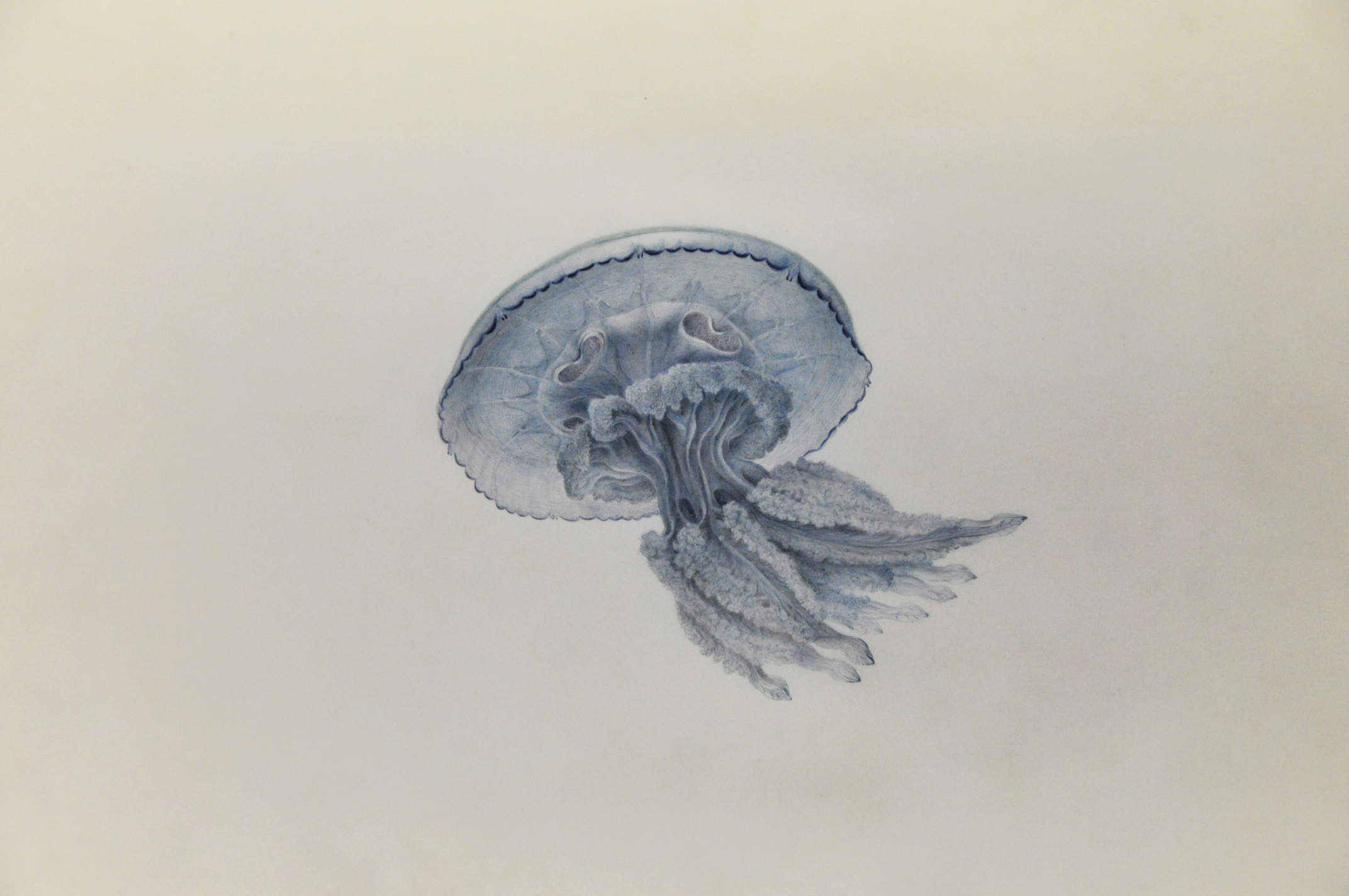
Lesueur, dessin de méduse

## Fréquentation
| 2001   | 2002   | 2003   | 2004   | 2005   | 2006   | 2007   | 2008   | 2009   | 2010   | 2011   | 2012   | 2013   | 2014   | 2015   | 2016   |
| ------ | ------ | ------ | ------ | ------ | ------ | ------ | ------ | ------ | ------ | ------ | ------ | ------ | ------ | ------ | ------ |
| 18 642 | 19 443 | 32 639 | 27 508 | 23 103 | 19 828 | 13 787 | 49 636 | 29 810 | 38 065 | 65 355 | 55 948 | 41 945 | 41 533 | 23 206 | 42 675 |